# Fissidens speluncae
Fissidens speluncae là một loài Rêu trong họ Fissidentaceae. Loài này được Broth. mô tả khoa học đầu tiên năm 1910.